# Otomys laminatus
Otomys laminatus — вид гризунів родини мишевих (Muridae). Зустрічається тільки в ПАР. Його природними середовищами існування є субтропічні або тропічні високогірні луки та болота.